# گروه سرگرمی اس‌بی‌ای
گروه سرگرمی اس بی ای (انگلیسی: SBE Entertainment Group) یک شرکت مشاور املاک، سرگرمی، ارائه خدمات هتل داری است که در سال ۲۰۰۲ توسط سام نظریان بنیانگذاری شده است که ریاست و مدیریت اجرایی آن را به عهده دارد. این شرکت مالک گروه هتل‌ها، رستوران‌ها، تفریحات شبانه و مشاوران املاک می‌باشد.